# معبد کایلاسا
معبد کایلاسا (انگلیسی: Kailasa Temple, Ellora) یا کایلاشاناتا (IAST: Kailāśanātha) بزرگ‌ترین معبد هندوهای سنگی تراشیده شده در غارهای الورا در نزدیکی منطقه بخش اورنگ‌آباد، مهاراشترا در هند است. این خرسنگ حکاکی شده از صخره‌ای است که به دلیل اندازه، معماری و مجسمه‌سازی‌اش، یکی از برجسته‌ترین معابد غار در جهان محسوب می‌شود. آن را «اوج مرحله صخره‌تراشی معماری هند» نامیده‌اند. بالای سازه بر فراز محراب ۳۲٫۶ متر (۱۰۷ فوت) بالاتر از سطح صحن زیرین است، و اگرچه صخره از پشت معبد به سمت جلو شیب دارد، باستان شناسان معتقدند که از یک مجسمه تک سنگ مجسمه‌سازی شده‌است.
معبد کایلاسا (غار ۱۶) بزرگ‌ترین معبد از ۳۴ معبد و صومعه غار هندو، بودیسم و جین (دین) است که مجموعاً به عنوان غارهای الورا شناخته می‌شوند و بیش از دو کیلومتر (۱٫۲ مایل) در امتداد صخره‌های بازالتی شیب‌دار در محل قرار دارند.[۵] ] بیشتر کاوش‌های معبد به‌طور کلی به کریشنا اول، پادشاه دودمان راشترکوته قرن هشتم (ح. حدود ۷۵۶–۷۷۳) نسبت داده می‌شود، و برخی از عناصر بعداً تکمیل شدند. معماری معبد آثاری از سبک‌های پالاوا و چالوکیا را نشان می‌دهد. معبد شامل تعدادی مجسمه نقش‌برجسته و مستقل در مقیاس بزرگی برابر با معماری است، اگرچه تنها آثاری از نقاشی‌هایی که در ابتدا آن را تزئین کرده‌اند باقی مانده‌است.

### کتابشناسی
- Michell, George, The Penguin Guide to the Monuments of India, Volume 1: Buddhist, Jain, Hindu, 1990, Penguin Books, ISBN 0140081445